# توماس ريفيرا موراليس
توماس ريفيرا موراليس (بالإنجليزية: Tomás Rivera Morales)‏ هو ملحن أمريكي، ولد في 13 نوفمبر 1927 في Toa Alta, Puerto Rico ‏ في الولايات المتحدة، وتوفي في 4 فبراير 2001 في سان خوان في بورتوريكو.

## روابط خارجية
- توماس ريفيرا موراليس على موقع ميوزك برينز (الإنجليزية)
- توماس ريفيرا موراليس على موقع أول ميوزيك (الإنجليزية)